# Anthene aquilonis
Anthene aquilonis är en fjärilsart som beskrevs av Gustaaf Hulstaert 1924. Anthene aquilonis ingår i släktet Anthene och familjen juvelvingar. Inga underarter finns listade i Catalogue of Life.